# 彎液面

A: 凹彎液面的底部
B: 凸彎液面的頂部

彎液面是非平面的液體表面，可分為凹彎液面（concave meniscus）和凸彎液面（convex meniscus）兩種。
凹彎液面（concave meniscus）是指液體粒子和容器之間的黏附力比液體粒子之間的凝聚力還要大，因此液體靠近容器壁的部份會沿著壁面往上昇。像玻璃杯中的水就會有此情形。以水為基礎的流體（像是蜂蜜、牛奶）在玻璃杯或是其他容器中也會有此情形，流體會浸润容器。
凸彎液面（convex meniscus）是指液體粒子之間的凝聚力大於和液體粒子和容器之間的黏附力，因此液體靠近容器壁的部份會沿著壁面往下降。像玻璃壓力計或玻璃溫度計中的汞就有此現象。

## 接觸角和表面張力

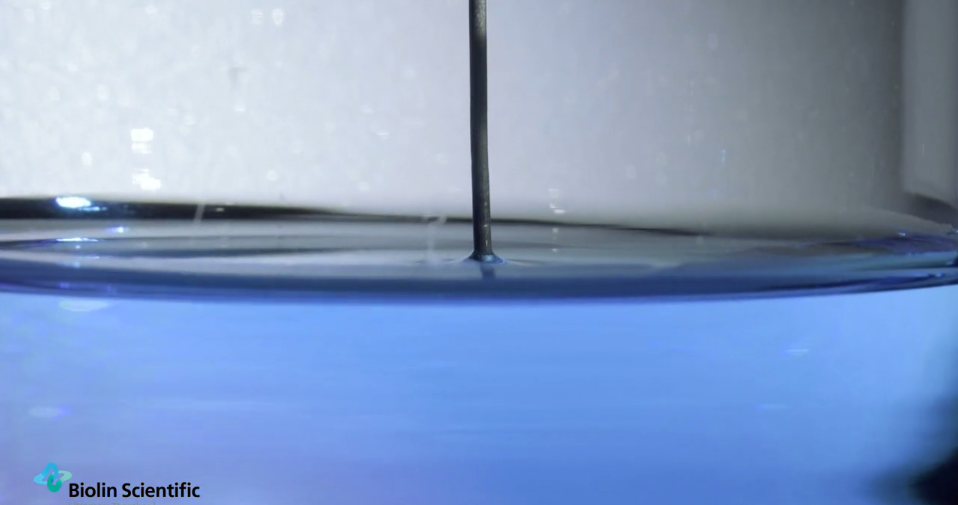
細纖維以及其產生的彎液面

表面科學中常用彎液面來量測接觸角和表面张力。在接觸角的量測中，會用數位相機進行光學量測彎液面。在表面张力量測中，測量探針的接觸角為零度，可以量測彎液面的質量來求得表面张力。一般常用威廉米懸片量測。

## 毛细现象
彎液面是毛细现象的表現，表面對液體的黏附會使靠近壁面液體上昇，形成凹彎液面，或是液體的內在凝聚力使使靠近壁面液體下降，形成凸彎液面。此現象在植物的木质部中格外的重要。若將窄孔的管子（一般會稱為毛细管）置入液體中，液體浸润管子（接觸角零度），在管子內的液體會形成凹彎液面，其本質上是有相同半徑r的球面。管子會受到往下的力，量值為2πrσ，其中σ是液體的表面張力

## 外部連結
- Using menisci to measure surface tension （页面存档备份，存于）